# صاحب (سقز)
صاحب شهری در استان کردستان در غرب ایران است. این شهر در بخش زیویه در شهرستان سقز قرار گرفته‌است. جمعیت این شهر در سال ۱۳۹۵، برابر با ۳٬۳۰۱ نفر بوده‌است. کار پژوهشی در مورد کشف کانسار آهن صاحب در سال ۱۳۷۹ در این شهر پایان یافت.

## جغرافیا
صاحب در ۲۰ کیلومتری سقز و ۱۶۹ کیلومتری سنندج واقع شده است.

## قلعه تاریخی صاحب
قلعه صاحب با قدمت ۳ هزار ساله در مرکز شهر صاحب و در ۱۵ کیلومتری سقز واقع شده‌است. این قلعه به شماره ۱۰۰۶۸ در تاریخ ۲۳/۶/۱۳۸۲ در فهرست آثار ملی قرار گرفت و به هزاره اول قبل از میلاد (۳۰۰۰ سال قبل) تعلق دارد.